# The Singles: The First Ten Years
The Singles: The First Ten Years je kompilační dvoualbum švédské hudební skupiny ABBA, vydané v listopadu 1982, jako náhrada za zrušené deváté studiové album (Polar POS 352) plánované na tentýž rok.
ABBA od května do srpna 1982 nahrála šest nových písní, než práci na novém albu přerušila, a to You Owe Me One, Just Like That, I Am The City, Cassandra, Under Attack a The Day Before You Came. Na kompilaci skupina zařadila nejúspěšnější singly za uplynulých deset let své činnosti a dvě nové skladby z letních nahrávek The Day Before You Came a Under Attack. Na přelomu roku také vydala dva nové singly. 18. října 1982 The Day Before You Came / Cassandra a 21. února 1983 Under Attack / You Owe Me One. Na kompaktním disku vyšlo The Singles: The First Ten Years v roce 1983.

## Seznam skladeb

### Strana A
1. Ring Ring (Benny Andersson, Stig Anderson, Björn Ulvaeus, N. Sedaka, P. Cody) – 3:04
2. Waterloo (Benny Andersson, Stig Anderson, Björn Ulvaeus) – 2:42
3. So Long (Benny Andersson, Björn Ulvaeus) – 3:05
4. I Do, I Do, I Do, I Do, I Do (Benny Andersson, Stig Anderson, Björn Ulvaeus) – 3:15
5. SOS (Benny Andersson, Stig Anderson, Björn Ulvaeus) – 3:20
6. Mamma Mia (Benny Andersson, Stig Anderson, Björn Ulvaeus) – 3:32
7. Fernando (Benny Andersson, Björn Ulvaeus) – 4:13

### Side B
1. Dancing Queen (Benny Andersson, Stig Anderson, Björn Ulvaeus) – 3:51
2. Money, Money, Money (Benny Andersson, Björn Ulvaeus) – 3:05
3. Knowing Me, Knowing You (Benny Andersson, Stig Anderson, Björn Ulvaeus) – 4:01
4. The Name of the Game (Edit) (Benny Andersson, Stig Anderson, Björn Ulvaeus) – 3:59
5. Take a Chance on Me (Benny Andersson, Björn Ulvaeus) – 4:05
6. Summer Night City (Benny Andersson, Björn Ulvaeus) – 3:34

### Strana C
1. Chiquitita (Benny Andersson, Björn Ulvaeus) – 5:24
2. Does Your Mother Know (Benny Andersson, Björn Ulvaeus) – 3:13
3. Voulez-Vous (Benny Andersson, Björn Ulvaeus) – 5:07
4. Gimme! Gimme! Gimme! (A Man After Midnight) (Benny Andersson, Björn Ulvaeus) – 4:50
5. I Have a Dream (Benny Andersson, Björn Ulvaeus) – 4:42

### Strana D
1. The Winner Takes It All (Benny Andersson, Björn Ulvaeus) – 4:54
2. Super Trouper (Benny Andersson, Björn Ulvaeus) – 4:12
3. One of Us (Benny Andersson, Björn Ulvaeus) – 3:56
4. The Day Before You Came (Benny Andersson, Björn Ulvaeus) – 5:50
5. Under Attack (Benny Andersson, Björn Ulvaeus) – 3:46

## Obsazení
ABBA
- Benny Andersson – klávesové nástroje a syntezátory, piáno, zpěv, doprovodný zpěv
- Agnetha Fältskog – zpěv, doprovodný zpěv
- Anni-Frid Lyngstadová – zpěv, doprovodný zpěv
- Björn Ulvaeus – akustická a elektrická kytara, zpěv, doprovodný zpěv

Další obsazení
- Ulf Andersson - saxofon
- Ola Brunkert - bicí
- Lars Carlsson - trubka
- Christer Eklund - saxofon
- Malando Gassama - perkuse
- Anders Glenmark - kytara
- Rutger Gunnarsson - basová kytara
- Roger Palm - bicí
- Janne Schaffer - kytara
- Åke Sundqvist - perkuse
- Mike Watson - basová kytara
- Lasse Wellander - kytara

## Produkce
- Producenti: Benny Andersson, Björn Ulvaeus
- Aranžmá: Benny Andersson, Björn Ulvaeus
- Inženýr: Michael Tretow

## Recenze
Rolling Stone: „Tato sbírka dvaceti tří písní dokazuje, jaké mají Spojené státy štěstí, že již po nějakou dobu znají skupinu ABBA, nejlepší popovou kapelu posledních deseti let. Skladby jsou na tomto dvoudisku opatřeny nakažlivou melodii, která vás chytne... poskytují ideální seznámení s talentovanou a velmi vlivnou skupinou.“
The New York Times: „Deska Abba - The Singles je svědectvím nezadržitelné síly působivých písní.“

## Hitparády
Album - UK Album Chart
| Rok  | Hitparáda      | Pořadí |
| ---- | -------------- | ------ |
| 1982 | UK Album Chart | 1      |

Album - Billboard (Severní Amerika)
| Rok  | Hitparáda     | Pořadí |
| ---- | ------------- | ------ |
| 1982 | Billboard 200 | 62     |

Album - Austrálie, ARIA
| Rok  | Hitparáda        | Pořadí |
| ---- | ---------------- | ------ |
| 1982 | ARIA Album Chart | 18     |

Album – Norsko
| Rok  | Hitparáda        | Pořadí |
| ---- | ---------------- | ------ |
| 1982 | Norská hitparáda | 33     |

Singly - UK Singles Chart
| Rok  | Singl                   | Hitparáda        | Pořadí |
| ---- | ----------------------- | ---------------- | ------ |
| 1982 | The Day Before You Came | UK Singles Chart | 32     |
| 1982 | Under Attack            | UK Singles Chart | 26     |